# مطار بورتسودان العسكري
مطار بورتسودان العسكري هو مطار يقع داخل مدينة بورتسودان، ويُستخدم لأغراض عسكرية. يلعب دورًا مهمًا في دعم العمليات الجوية للقوات المسلحة في المنطقة.
كان المطار سابقًا مهبطًا مدنيًا، واستُبدل بمطار بورتسودان الدولي الجديد الذي افتتح عام 1992. وقد استحوذ المطار الجديد على رمز الإيكاو HSSP بدلاً من الرمز السابق HSPN.

## قاعدة بورتسودان الجوية
يستضيف المطار حاليًا مدرسة طيران القوات الجوية السودانية (كلية الطيران)، التي تستخدم عددًا من الطائرات التدريبية غير المدرجة في الأسطول النشط للقوات الجوية السودانية:
- PT-6 - فقدت واحدة منها في حادث تحطم عام 2017[2]
- SAFAT-03 - نسخة محلية ومعدلة من طائرة UTVA 75، صُنعت في مجمع طيران SAFAT في قاعدة وادي سيدنا العسكرية
- ياكوفليف ياك-52